# Cuzdrioara
Cuzdrioara (in ungherese Kozárvár, in tedesco Kutzerwaar) è un comune della Romania di 3 014 abitanti, ubicato nel distretto di Cluj, nella regione storica della Transilvania.
Il comune è formato dall'unione di 3 villaggi: Cuzdrioara, Mănășturel, Valea Gârboului.